# Private Resort
Private Resort (Punto De Recreo  o Playa Privada en español) es una Comedia Cinematográfica de 1985, dirigida por George Bowers y escrito por Gordon Mitchell, Ken Segall, y Alan Wenkus. La película fue protagonizada por Rob Morrow (su primera aparición), Johnny Depp y Andrew Dice Clay.

## Argumento
Jack (Johnny Depp) y Ben (Rob Morrow), son amigos de la adolescencia que están al acecho sexual de chicas guapas, ricas en una lujosa playa de Miami donde han sido invitados un fin de semana. También a la caza está El Maestro (Héctor Elizondo), un experto ladrón de joyas, que intenta robar el collar de diamantes de Amanda Rawlings (Dody Goodman). Cuando accidentalmente le dan un vuelco al El Maestro, Ben y Jack se irán con las manos llenas.
Private Resort fue la tercera de una serie de películas de jugueteos sexuales de adolescentes de la productora R. Ben Efraim, cada una con la palabra Privado en el título.

## Reparto
| Actor                 | Personaje     |
| --------------------- | ------------- |
| Emily Longstreth      | Patti         |
| Karyn O'Bryan         | Dana          |
| Rob Morrow            | Ben           |
| Johnny Depp           | Jack Marshall |
| Andrew Dice Clay      | Curt          |
| Héctor Elizondo       | El Maestro    |
| Dody Goodman          | Srt. Rawlings |
| Leslie Easterbrook    | Bobbie Sue    |
| Michael Bowen         | Scott         |
| Hilary Shepard Turner | Shirley       |
| Jill Selkowitz        | Edna          |